# تكتيكات تشويه السمعة

يشير المصطلح تكتيكات تشويه السمعة أو التشهير هي محاولة لتشويه سمعة شخص ما أو التشكيك فيها، من خلال نشر دعاية سلبية، وعدم منح الشخص القدر الذي يستحقه، أي نزع القدر من الشخص. وتستخدم هذه الحملة أساليب تشويه السمعة. ويمكن تطبيقها على الأفراد أو الجماعات. ومن الأهداف الشائعة: المسؤولون الحكوميون، والسياسيون، ورؤساء الدول، والمرشحون السياسيون، والناشطون، والمشاهير (وخاصة المنخرطين في السياسة)، والأزواج السابقون. وينطبق المصطلح أيضًا على سياقات أخرى، مثل مكان العمل. انتشر مصطلح حملة التشهير حوالي عام ١٩٣٦م.

## في مجال السياسة
يشير التعبير «تكتيكات تشويه السمعة» في السياسة إلى الهجمات الشخصية ضد شخصية عامة بهدف تثبيط الناس عن الإيمان بهذا الشخص أو دعم قضيته (انظر الاقتباس المؤذي).
وفي حين أنه يمكن إهانة الشخص وتعريض موقفه السياسي للشكوك، لا يتم تشويه سمعة الشخص المطعون في حقه إلى أن يتم إثبات صحة الادعاءات المزعومة ضده. ومن بين حالات التقليل من القدر اتهام بيل كلينتون بالخيانة. فقد كانت الادعاءات التي تمت إثارتها ضد الرئيس التنفيذي مؤذية، إلا أنها لم تؤدِ إلى تشويه سمعته بالشكل الكافي إلا بعد ظهور أدلة كافية عند شهادة بولا جونز ومونيكا لوينيسكي المشفوعة بالقسم لإثارة استفسارات مهمة حول مصداقية الرئيس كلينتون.
تتطلب قواعد النظام الديمقراطية «القدر المناسب من النقد عندما يتم طرح الأمور التي يعتقد أنها صحيحة ثم يثبت بعد ذلك أن الغرض منها التشهير أو تزييف الحقائق، أو كلاهما معًا... وعندما يطرح شخص ما معلومات خاطئة أو تؤدي إلى تشويه السمعة بشكل متكرر، أن يتم تعريض هذا الشخص لإجراء تأديبي». انظر تزييف الحقائق والتشهير.
وغالبًا ما تسيء النقاشات السياسية استخدام ثقة العامة عندما يحاول أحد المرشحين إثناء الناخبين، ليس من خلال الجدل المنطقي حول أمور محددة، ولكن من خلال التهجم اللاذع الذي لا يتعلق بالأمر المثار.
وتعود اتهامات الزنا إلى وقت مبكر من القرن التاسع عشر. ومن الأمثلة الشهيرة على ذلك حملة الانتخابات الرئاسية عام 1884م في الولايات المتحدة، حيث لاحقت جروفر كليفلاند الاتهامات بأنه أنجب طفلاً غير شرعي. ومن الشعارات السياسية الشهيرة التي أطلقها معارضه «أماه، أين أبي؟» ورغم ذلك، فقد فاز كليفلاند في الانتخابات، مما أدى بمؤيديه إلى إضافة الرد «لقد ذهب إلى البيت الأبيض، ها ها ها».
وربما جاءت هزيمة كليفلاند لمعارضه، جيمس بلاين، بسبب تكتيك آخر لتشويه السمعة استخدم ضده وأتى بنتائج عكسية، وهو تأكيد أن حزب كليفلاند هو حزب "للخمر والكاثوليكية الرومانية والثورة" (حيث يشير آخر أمرين إلى "الكنيسة الرومانية الكاثوليكية والحرب الأهلية الأمريكية). كما استخدمت حملة كليفلاند كذلك الشعار "بلاين، بلاين، جيمس جي بلاين، الكاذب القاري من ولاية ماين" (Blaine, Blaine, James G. Blaine, The Continental Liar from the State of Maine) للإشارة إلى اتفاقات بلاين التي شوهت سمعته في مجال السكك الحديدية.
ولا تستخدم تكتيكات تشويه السمعة ضد الآخرين من قبل المعارضين في الصراعات على الفوز بالمناصب في الدول الديمقراطية، إلا أنها تستخدم كذلك في أوقات الحروب بين الدول المتصارعة. في منتصف القرن العشرين، قام الإعلام السوفيتي والبريطاني بالترويج لفكرة هتلر لديه خصية واحدة فقط (وبالتالي فإن ذلك يقلل من قيمته كرجل).
ويضع السياسيون الأمريكيون خطًا فاصلاً بين «حملات التشويه» والتشهير. والفارق الرئيسي أن حملات التشهير ليست شكلاً من أشكال تزييف الحقائق أو القذف. كما يمكن أن يقوم السياسيون كذلك بتضمين شراء وبيع المناصب، حيث يقوم أحد الطرفين المتعارضين برفع قضايا تافهة ضد الطرف الآخر، من أجل الإضرار بسمعة ذلك الطرف بغض النظر عن أن القضية لا يوجد لها أي أساس من الصحة ويمكن أن يتم رفضها بعد ذلك. ومع الوقت الذي تظهر فيه هذه الحقائق إلى النور، يكون الناخبون قد أدلوا بأصواتهم.

## في القضايا في المحاكم
في الأنظمة القضائية الأمريكية، تكون تكتيكات تشويه السمعة (والتي يطلق عليها اسم سحب الثقة في هذا السياق) عبارة عن أسلوب معتمد لمهاجمة مصداقية أي شاهد في المحكمة، بما في ذلك المدعي أو المدعى عليه. وفي القضايا التي تجذب وسائل الإعلام بشدة أو التي تكون لها نتائج خطيرة للغاية، غالبًا ما تحدث هذه التكتيكات في الأماكن العامة كذلك.
وبشكل منطقي، يقال إن الجدال يهدف إلى تشويه السمعة إذا تم اكتشاف أن الافتراض الأساسي «خاطئ تمامًا لدرجة وجود سبب لرفض الجدل من إجراءات التقاضي بسبب السياق والاستخدام الضارين...». ولا تتطلب إجراءات تقاضي بطلان الدعوى في المحاكم المدنية والجنائية في الغالب أن يقدم الدفاع الحجة أو أن تنزع المصداقية عن النيابة، ومع ذلك، يجب أن تنظر محاكم الاستئناف في السياق ويمكن أن تقوم بنزع المصداقية عن الشهادة على اعتبار أنها ضارة ومؤذية أو على أنها تزيف الحقائق، حتى إذا كانت العبارة صحيحة من الناحية الفنية.

## أمثال

### جون سي. فريمونت - مرشح للانتخابات الرئاسية الأمريكية عام 1856م
خلال الانتخابات الرئاسية عام ١٨٥٦م، تعرّض جون فريمونت لحملة تشويه سمعة زعمت أنه كاثوليكي، من بين اتهامات أخرى. صُممت هذه الحملة لتقويض دعم فريمونت من معادي الكاثوليكية في الولايات المتحدة.

### جنرال موتورز ضد رالف نادر
كان رالف نادر ضحية حملة تشويه سمعة خلال ستينيات القرن الماضي، عندما كان يدافع عن سلامة السيارات. ولتشويه سمعة نادر وصرف انتباه الرأي العام عن حملته، استعانت شركة جنرال موتورز بمحققين خاصين للبحث عن حوادث مؤذية أو محرجة من ماضيه. في أوائل مارس 1966م، أفادت عِدة وسائل إعلام، منها ذا نيو ريبابليك ونيويورك تايمز، بأن جنرال موتورز حاولت تشويه سمعة نادر، حيث استعانت بمحققين خاصين للتنصت على هواتفه والتحقيق في ماضيه، واستعانت ببائعات هوى للإيقاع به في مواقف محرجة. رفع نادر دعوى قضائية ضد الشركة بتهمة انتهاك الخصوصية، وتوصل إلى تسوية في القضية مقابل 284,000 دولار. وفي النهاية، قضت محكمة الاستئناف في نيويورك في دعوى نادر ضد جنرال موتورز، التي وسعت نطاق قانون المسؤولية التقصيرية ليشمل «المراقبة المفرطة». استخدم نادر عائدات الدعوى القضائية لتأسيس مركز دراسة القانون المُناصر للمستهلك.

### حملات تشويه من الإمارات العربية المتحدة
في عام ٢٠٢٣م، أفادت مجلة نيويوركر أن محمد بن زايد كان يدفع ملايين اليوروهات لشركة سويسرية، تُدعى «ألب سيرفيسز»، لتنظيمها حملة تشهير لتشويه سمعة جهات مُستهدفة، بما في ذلك دولة قطر وجماعة الإخوان المسلمين. وتحت هذا «العلاقات العامة الخفية»، نشرت «ألب» مقالات كاذبة وتشهيرية على ويكيبيديا ضدها. كما دفعت الإمارات للشركة السويسرية لنشر مقالات دعائية ضد الجهات المُستهدفة. عُقدت اجتماعات متعددة بين رئيس شركة «ألب سيرفيسز»، ماريو بريرو، والمسؤول الإماراتي، مطر حميد النيادي. ولكن ، أُرسلت فواتير الشركة مباشرةً إلى محمد بن زايد. كما استهدفت حملة التشهير مواطنًا أمريكيًا، يُدعى حازم ندا، وشركته، «لورد إنرجي»، لأن والده يوسف ندا انضم إلى جماعة الإخوان المسلمين في سن المراهقة.